# Сандістон Тауншип (Нью-Джерсі)
Сандістон Тауншип (англ. Sandyston Township) — селище (англ. township) в США, в окрузі Сассекс штату Нью-Джерсі. Населення — 1977 осіб (2020).

## Демографія
Згідно з переписом 2010 року, у селищі мешкало 1998 осіб у 788 домогосподарствах у складі 561 родини. Було 988 помешкань
Расовий склад населення:
| - 97,4 % — білих - 0,6 % — азіатів - 0,4 % — чорних або афроамериканців - 0,1 % — корінних американців |

До двох чи більше рас належало 1,2 %. Частка іспаномовних становила 3,4 % від усіх жителів.
За віковим діапазоном населення розподілялося таким чином: 22,5 % — особи молодші 18 років, 65,8 % — особи у віці 18—64 років, 11,7 % — особи у віці 65 років та старші. Медіана віку мешканця становила 43,7 року. На 100 осіб жіночої статі у селищі припадало 98,8 чоловіків;  на 100 жінок у віці від 18 років та старших — 98,6 чоловіків також старших 18 років.
Середній дохід на одне домашнє господарство  становив 86 995 доларів США (медіана — 74 875), а середній дохід на одну сім'ю — 95 741 долар (медіана — 95 208). Медіана доходів становила 66 583 долари для чоловіків та 53 350 доларів для жінок. За межею бідності перебувало 7,1 % осіб, у тому числі 6,8 % дітей у віці до 18 років та 3,6 % осіб у віці 65 років та старших.
Цивільне працевлаштоване населення становило 986 осіб. Основні галузі зайнятості: освіта, охорона здоров'я та соціальна допомога — 24,0 %, роздрібна торгівля — 13,2 %, фінанси, страхування та нерухомість — 11,2 %, науковці, спеціалісти, менеджери — 9,3 %.